# Letermovir
Le letermovir est une molécule en cours de test comme médicament antiviral ciblant le cytomégalovirus (CMV).
Il cible la sous unité pUL56 de la terminase virale. Son activité est spécifique du CMV.
En curatif, il permet de traiter les infections à CMV résistantes aux autres antiviraux.
En préventif, il réduit le nombre d'infections à CMV chez les porteur d'une greffe de moelle.